# かに道楽
かに道楽（かにどうらく）は、近畿・関東・中国・四国の各地域にあるカニ料理の専門店。運営会社は、株式会社かに道楽で、本社は大阪府大阪市中央区西心斎橋2-9-16にある。各店舗の目印は店頭に掲げられた巨大な動くかに看板。

## 沿革
- 1960年（昭和35年) 2月 - かに道楽の創業店舗となる山陰の魚介料理店「千石船」を開店。（創業日は1960年2月11日）
- 1962年（昭和37年）2月1日 - 「かに道楽」(現 道頓堀本店)を大阪・道頓堀に開店。
- 1990年（平成2年）6月22日 - 同日を「かにの日」と制定し、キャンペーンを開始する。
- 2022年（令和4年) 2月1日- 道頓堀本店及びかに看板が60周年を迎える。かに看板には「とれとれぴちぴちで60年。還暦で～す」のゼッケンをつける。2月1日を「かに看板の日」とし、記念日登録を行う。

## 主な店舗

### 大阪府大阪市
- 道頓堀本店：中央区道頓堀1-6-18
- 道頓堀中店（なかみせ）：中央区道頓堀1-6-2
  - 元は「かに道楽」の姉妹店「えび道楽」
- 道頓堀東店（ひがしみせ）：中央区道頓堀1-1-3
- 網元本館：中央区西心斎橋2-13-15
- 網元別館：中央区西心斎橋2-9-16
- 梅田店：北区曽根崎2-15-20スイング梅田ビル 8階
- 北新地店：北区曽根崎新地1-6-7
- 十三店：淀川区十三本町1-11-14

### 大阪府（その他）
- 豊中店：豊中市少路1-1-5
- 江坂店：吹田市江坂町1-22-1
- 茨木店：茨木市南耳原2-1-3
- 枚方店：枚方市出屋敷元町2-3-7
- 東大阪店：東大阪市川俣3-1-48
- 堺店：堺市堺区中瓦町1-1-1
- 岸和田店：岸和田市小松里町2570
- 松原店：松原市丹南3-2-12

### 関西（その他）
- 神戸三宮店：兵庫県神戸市中央区北長狭通2-12-13キングズコーストビル4階
- 神戸ハーバーランド店：兵庫県神戸市中央区東川崎町1-5-7神戸情報文化ビル（カルメニ）1階
- 伊丹店：兵庫県伊丹市鴻池 5-9-41
- 京都本店：京都府京都市中京区三条寺町西入ル天性寺前町525
- 京都北白川店：京都府京都市左京区北白川下別当町21
- 京都伏見店：京都府京都市伏見区竹田藁屋町54
- 奈良本店：奈良県奈良市西九条町5-2-9
- 奈良橿原店：奈良県橿原市上品寺町280-1
- 和歌山店：和歌山県和歌山市十一番丁23

### 東京都23区
- 新宿本店：新宿区新宿3-14-20テアトルビル8階
- 新宿駅前店：新宿区新宿3-27-10武蔵野ビル4階
- 西新宿5丁目店：新宿区西新宿5-25-9
- 上野店：台東区上野4-9-6永藤ビル8階
- 銀座八丁目店：中央区銀座8-7ギンザナイン2号館2階
- 渋谷公園通り店：渋谷区宇田川町20-15ヒューマックスビル9階
- 練馬谷原店：練馬区谷原2-5-3

### 関東（その他）
- 調布仙川店：東京都調布市仙川町2-21-9-2階
- 千葉駅前店：千葉県千葉市中央区富士見2-3-1塚本大千葉ビルB1階
- 川崎店：神奈川県川崎市川崎区小川町16-1
- 横浜店：神奈川県横浜市中区伊勢佐木町2-84-1

### 中国・四国
- 岡山店：岡山県岡山市北区本町4-1
- 倉敷店：岡山県倉敷市笹沖1070-1
- 広島店：広島県広島市中区流川町7-4
- 松山店：愛媛県松山市一番町2-6-3

## CMソング
- 「かに道楽」（作詞：伊野上のぼる、作曲：キダ・タロー、歌：デューク・エイセス）

## 関連会社
- 日和山観光株式会社
  - ホテル金波楼
  - 城崎マリンワールド
  - 城崎カンツリークラブ

## エピソード

### JR東海のCMに出演
- 1992年（平成4年）に東海旅客鉄道（JR東海）がCMを撮影するため、道頓堀本店のかに看板を借りたことがある[注 1][1]。なお、かに看板は東京で屋形船、伊豆で温泉を楽しんだ（※後日談となる「その後のかに道楽」で信州（松本市）に行こうとしたが、支配人に「もうアカンで」と怒られている）。

### その他
- 店頭の巨大なカニの使用権を「かに将軍グループ（株式会社かに将軍）」と裁判で争い、勝訴したことがある[2]。
- 同社では1990年（平成2年）に、毎年6月22日を「かにの日」と制定した。これは一般的な星座占いにおいてかに座が6月22日頃に始まることと、ひらがなで「か」の文字が五十音順で6番目、「に」の文字が同じく22番目に登場することにちなんだもの[3]。このことから、同社では毎年6月には「かにの日月間」と銘打ったキャンペーンを行っている（内容は年によって異なる）。
- 毎年11月6日のズワイガニ解禁日には当日仕入れた生ズワイガニ（一番ガニ）を日本海側から本店へ直送するのが恒例になっている。これを関西の地方ニュースで話題にされる。（漁期は、メス（＝背子かに）が12月31日まで、オス（松葉かに）が翌年3月20日まで）
- 札幌かに本家（旧・名古屋かに道楽）は、かに道楽から暖簾分けする形で独立したものであり、同じく巨大なかに看板を店頭に掲げている他、出店エリアも棲み分けがなされている。
- 大阪市中央区道頓堀にある「かに道楽道頓堀本店」のカニは3代目[4]。
- 1989年（平成元年）頃、コマーシャルソングを作曲したキダ・タローの作曲家生活40周年を記念し、道頓堀本店前にて、記念公演が行われ、合唱団によってコマーシャルソングが歌われた。当時の様子は、キダがゲスト出演している『探偵!ナイトスクープ』でキダのルーツを探る企画にて放送された。